# Passion of Mind
Passion of Mind es una película estadounidense del año 2000 protagonizada por Demi Moore. Fue la primera película en inglés del director belga Alain Berliner, reconocido por la exitosa Mi vida en rosa.

## Sinopsis
Marty (Moore) es una agente literaria de alto rango en Manhattan. Marie (también Moore) es una viuda en Provenza con dos hijas y una vida tranquila. Marty ha estado viendo a un terapeuta (Peter Riegert) para lidiar con sus sueños vívidos de la vida de Marie; cuando Marie se duerme sueña con la vida de Marty, pero está mucho menos perturbada por ella. Cada mujer está convencida de que la otra es producto de su imaginación.

## Reparto
- Demi Moore es Martha Marie / 'Marty' Talridge.
- Julianne Nicholson es Kim.
- William Fichtner es Aaron Reilly.
- Sinéad Cusack es Jessie.
- Joss Ackland es el doctor Langer.
- Peter Riegert es el doctor Peters.
- Stellan Skarsgård es William Granther.
- Eloise Eonnet es Jennifer 'Jenny' Talridge.
- Gerry Bamman es Edward 'Ed' Youngerman.